# 奧克林 (新澤西州)
奧克林（英語：Oaklyn）是位於美國新澤西州康登縣的自治市鎮。

## 人口
根據2020年美國人口普查的數據，奧克林的面積為1.81平方千米，當中陸地面積為1.62平方千米，而水域面積為0.18平方千米。當地共有人口3930人，而人口密度為每平方千米2,171人。